# 四突艾蛛
四突艾蛛（学名：Cyclosa sedeculata），又名四突塵蛛，为园蛛科艾蛛属的动物。分布于日本以及中国大陆的浙江、湖南、江西、湖北、安徽、河南、陕西、福建、广西、四川等地，多见于山区灌木丛及草丛。该物种的模式产地在日本。